# Zwarte populier
De zwarte populier (Populus nigra) is een plantensoort uit de wilgenfamilie (Salicaceae). Het is een boom die van nature voorkomt in vrijwel heel Europa, Noord-Afrika, Centraal-Azië en West-Azië. Het gebied strekt zich naar het noorden uit tot aan de 64e breedtegraad. De boom kan 100 tot 150 jaar oud worden en soms tot 300 jaar.
De zwarte populier geldt als de meest bedreigde boomsoort in Europa. De plant dankt deze status aan het massaal aanplanten van cultivars en het verdwijnen van zijn natuurlijk milieu.
De vermoedelijk dikste zwarte populier van Nederland stond aan de rand van het Vondelpark in Amsterdam. Hij had in 2009 een omtrek van 5,7 meter.

## Beschrijving
De boom kan tot 35 m hoog worden met afstaande takken (behalve de Italiaanse populier) en een brede, onregelmatige kroon. De bast is donkergrijs tot zwart met een diep, x-vormig gegroefde schors en veel knobbels en vergroeiingen. De geelgrijze twijgen zijn rond en glad en hebben kleverige, roodachtige knoppen.
De afwisselend geplaatste 5–8 cm lange en 6–8 cm brede, ruitvormige bladeren hebben een spitse top en een ronde, 2–6 cm lange bladsteel. De bladrand is getand. De bovenkant van het blad is donkergroen en de onderkant groen. Bij het uitlopen rond half april tot begin mei is het blad groen tot bruingroen.
De zwarte populier is tweehuizig (er zijn aparte mannelijke en vrouwelijke bomen) en bloeit in Nederland in maart-april. De bloeiwijze is een 10 cm lang, hangend katje dat meestal voor het uitlopen van het blad verschijnt. Mannelijke bloemkatten hebben 6-30, paarse meeldraden. Ze vallen spoedig af na het loslaten van het stuifmeel, dat vervolgens door de wind wordt verspreid (windbestuiving).
De vrouwelijke katjes blijven na de bestuiving tot in mei en juni hangen. Dan springt de kortgesteelde, tweekleppige doosvrucht open en komt het 3 × 1 mm grote zaad vrij. Het is omgeven door donzig pluis en voert ver op de wind mee. Sommige bomen produceren zoveel pluis dat het lijkt of het sneeuwt. Mensen kunnen voor dit pluis allergisch zijn. Daarom bestaan de meeste rassen uit alleen maar mannelijke bomen. Lang niet alle pluis bevat een zaadje.

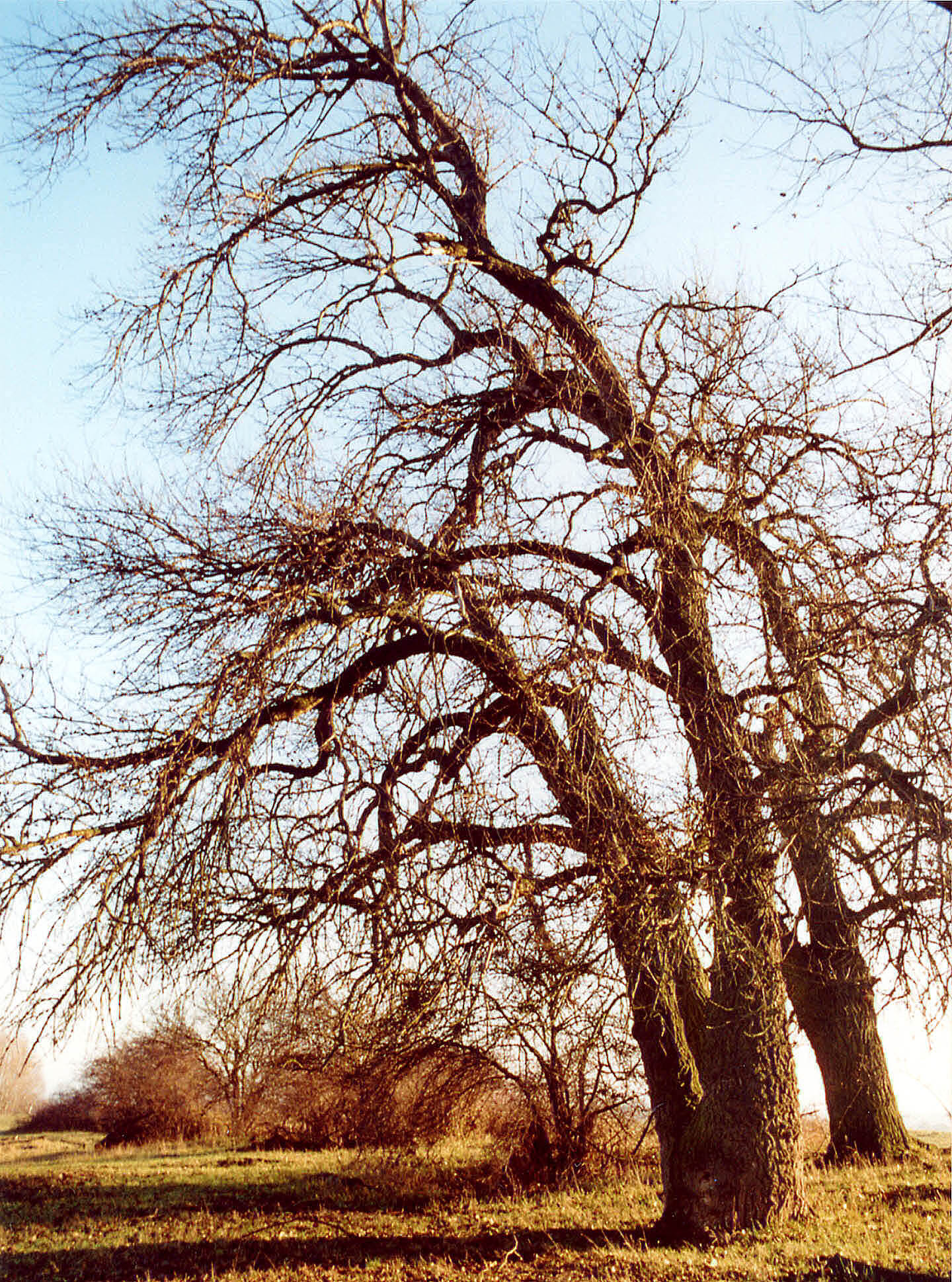
Oude bomen aan de Elbe
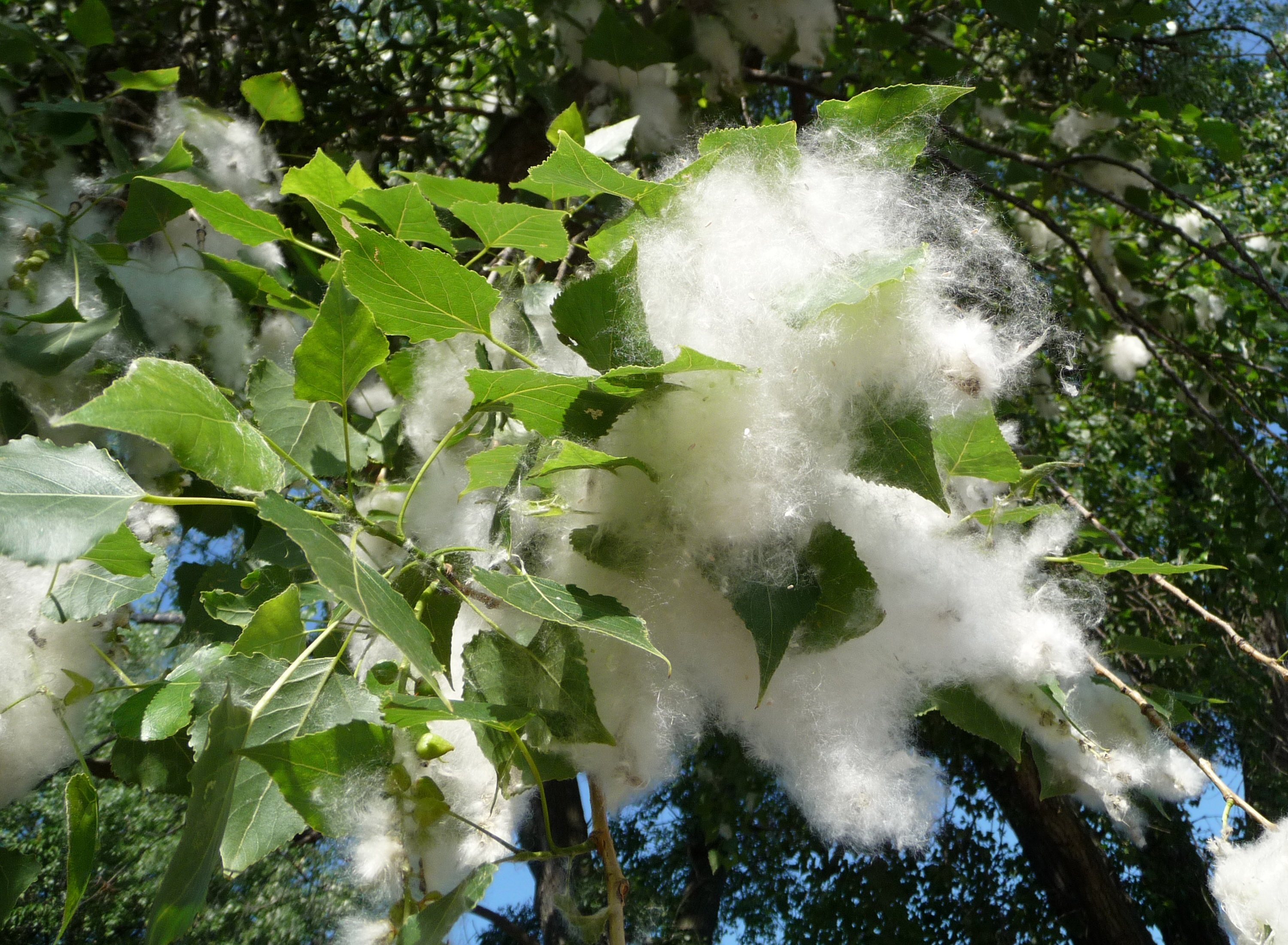
Zaadpluis
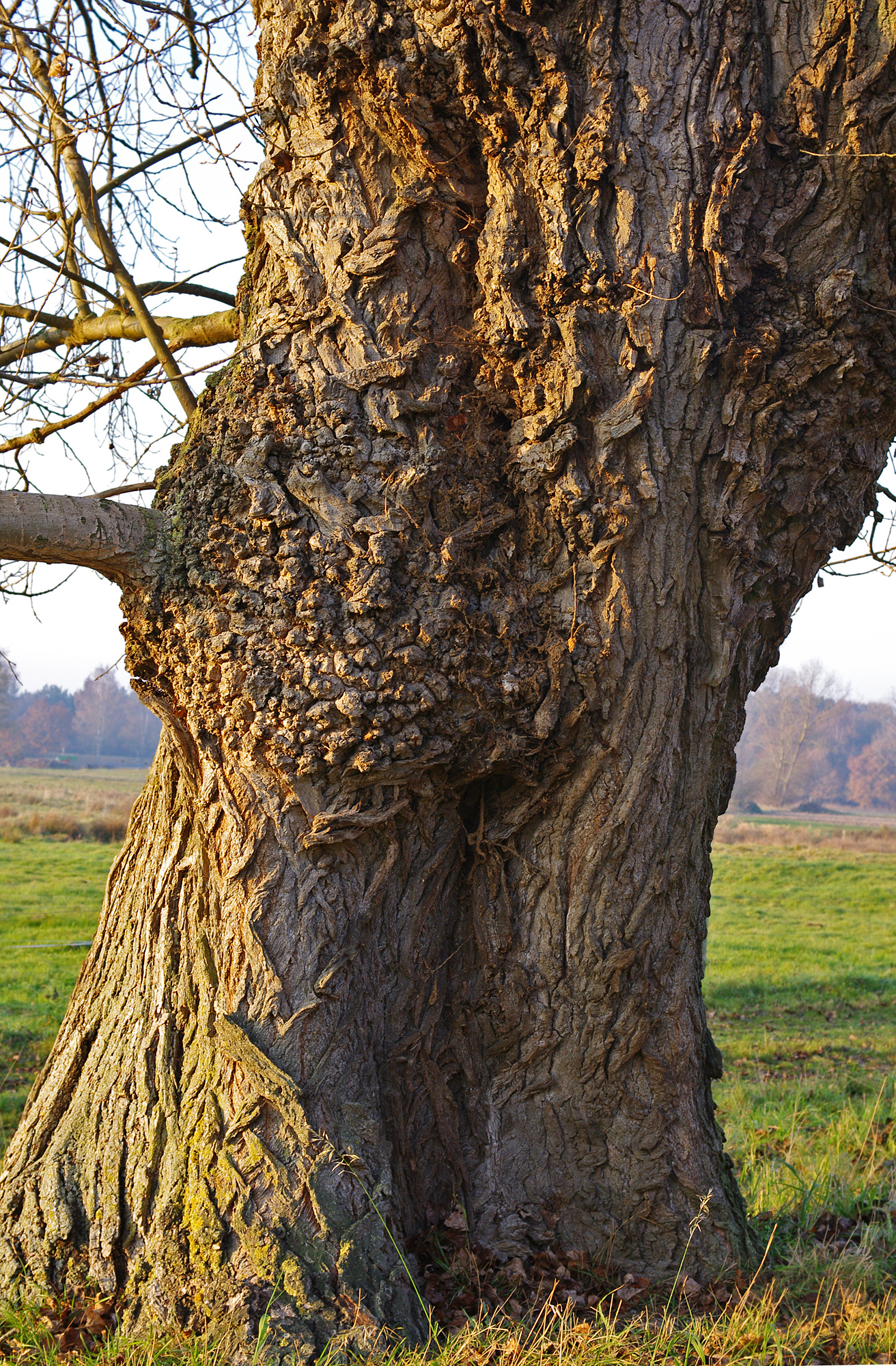
Schors met vergroeiingen

De zwarte populier wordt vaak vegetatief vermeerderd door winterstek, maar kan ook via zaad worden vermeerderd.

## Ecologie
De zwarte populier is samen met wilgen typerend voor het zachthoutooibos. Het zaad verspreidt zich stroomafwaarts en komt dan op de lijn van nat en droog tot ontkieming. In het Gelderse Poort project kwam de zwarte populier spontaan tot ontkieming terwijl er onderzoek gedaan werd waarom de plant zo slecht kiemt.

### Syntaxonomie
In de syntaxonomie staat zwarte populier te boek als kensoort voor het bijvoet-ooibos (Artemisio-Salicetum albae).

### Bescherming
Als gevolg van de inspanningen van  natuurbeheerders komt het milieu dat gunstig is voor de zwarte populier op meerdere plaatsen terug. De soort krijgt bij aanplant als inheemse soort bovendien vaker de voorkeur boven exoten en cultivars.

## Commerciële betekenis
Bij de aanplant van populieren voor houtproductie wordt vooral gekozen voor een cultivar van de populier, de Canadapopulier. Deze cultivar is ontstaan door kruising van de zwarte populier met een Amerikaanse populier. Men vermeerdert deze hybride populieren door middel van stekken. Deze veelal steriele bomen groeien sneller en rechter omhoog waardoor het hout waardevoller is. Ook is de zwarte populier gevoeliger voor plagen dan veel hybriden. De Canadapopulier is in Noord-Brabant, waar deze in de omgeving van Schijndel in grote hoeveelheden werd aangeplant voor onder meer de klompenindustrie, beter bekend onder de dialectische aanduiding 'Kanidas'.

## Rassen
In Nederland worden de volgende rassen aangeplant:
- Ankum, mannelijke boom
- Brandaris, mannelijke boom
- Italica, mannelijke boom
- Loenen (ook wel Terwolde), vrouwelijke boom
- Schoorldam, vrouwelijke boom
- Vereecken, mannelijke boom
- Wolterson[2], vrouwelijke boom

Van de zwarte populier wordt sinds de 18e eeuw Italica aangeplant. Deze heeft een kenmerkende smalle zuilvorm. Deze werd vooral aangeplant als ornamentale boom en in windsingels, niet voor de houtproductie.

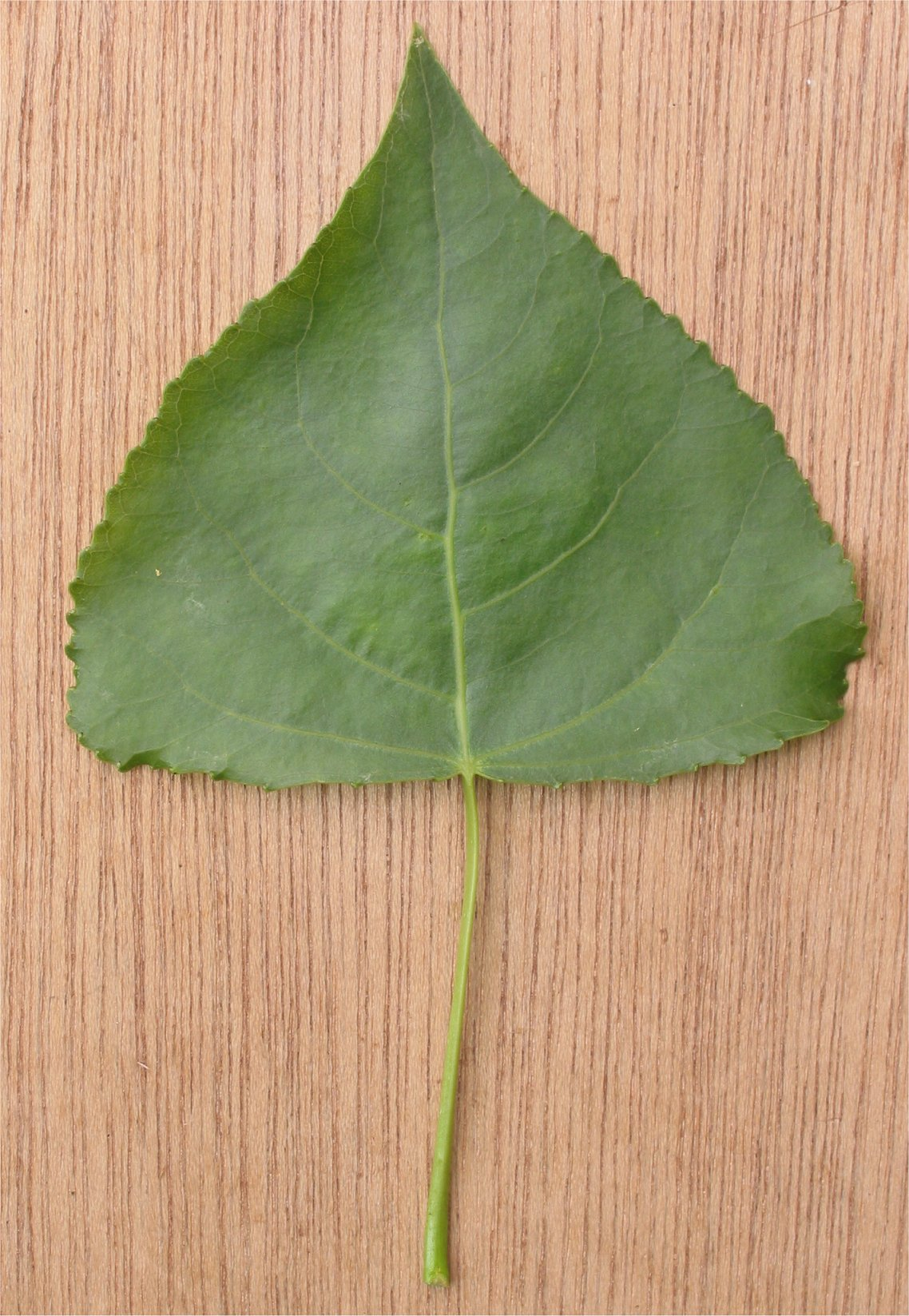
Driehoekigblad van de Italiaanse populier
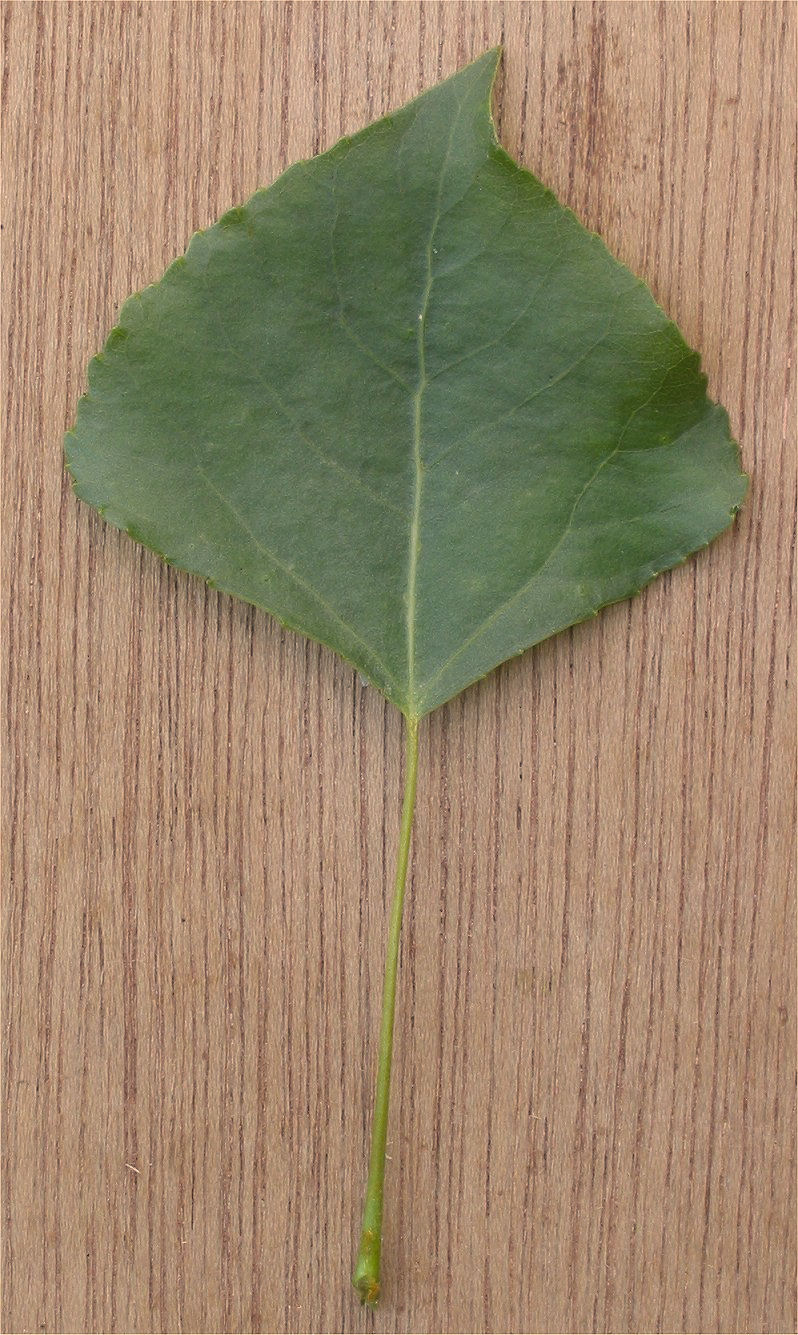
Ruitvormigblad van de Italiaanse populier

## Ziekten en plagen
De zwarte populier kan aangetast worden door de populierenroest Melampsora larici-populina en schimmels van het geslacht Marssonina. Een andere bladziekte is bladvlekkenziekte (Marssonina brunnea), waarbij op de bladeren olijfgroene of bruinzwarte vlekken ontstaan.
Van belang zijnde insecten zijn de wilgenhoutrups, de hoornaarvlinder en de satijnvlinder.
De zwarte populier is de winterwaardplant van de wollige slawortelluis.